# Litoria longirostris
The Long-snouted Frog, Scrub Rocket Frog, o Sharp-snouted Frog (Litoria longirostris) es una especie de anfibio anuro del género
Litoria de la familia Hylidae. 

## Distribución geográfica
Originaria de Australia, en el Península del cabo York en el norte de Queensland.
Vive en arroyos y bosques altos. No pone sus huevos directamente en agua, pero en piedras, hojas, o corteza de árboles.